# Campylopus reflexus
Campylopus reflexus är en bladmossart som beskrevs av Brotherus in Herzog 1916. Campylopus reflexus ingår i släktet nervmossor, och familjen Dicranaceae. Inga underarter finns listade i Catalogue of Life.